# 안녕하세요 황인용 강부자입니다
안녕하세요 황인용 강부자입니다는 대한민국의 방송국인 한국방송공사의 라디오 채널 KBS 해피FM에서 매일 아침 9시 10분부터 11시까지 방송하는 라디오 오락 프로그램이다. 1978년 10월에 동양라디오에서 첫 방송이 시작되어, 1980년 12월 1일에 언론 통폐합으로 KBS 제2라디오(해피FM)를 거쳐 가장 현존하고 있는 라디오 오락 프로그램이며, 방송한 지 14년이 훌쩍 넘는 프로그램이다.